# Kabanos

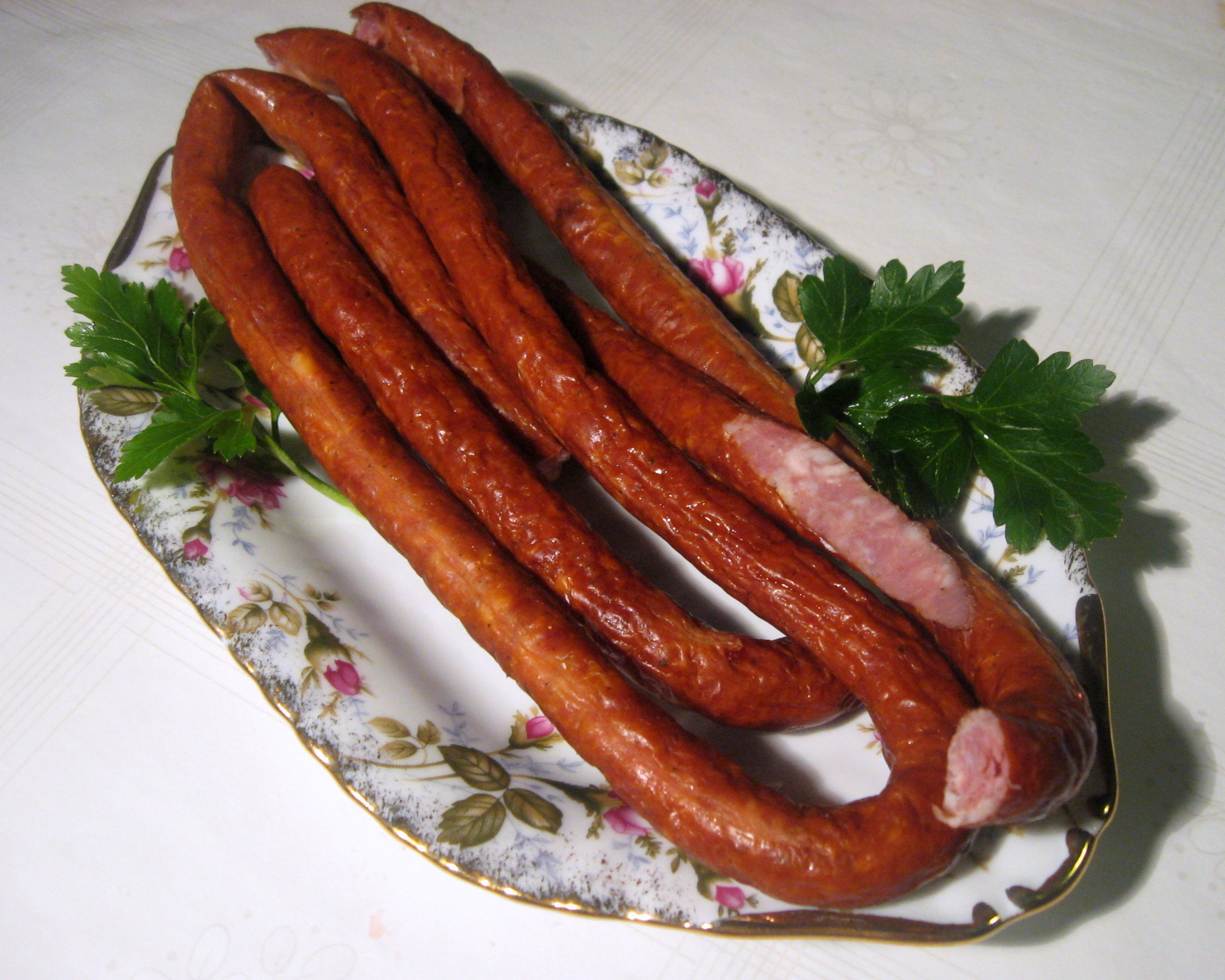
Uma porção de kabanosy

Kabanos (plural: kabanosy) é uma salsicha polonesa, longa, fina, seca, feita de carne de porco, carne de vaca ou carne de cavalo. As kabanosy têm sabor defumado, e podem ser suaves ou muito secas na textura dependendo do quanto estão frescas. Normalmente, elas são bastante longas, com 60 cm (24 pol), mas muito finas, com um diâmetro de cerca de 1 cm (0,39 pol), e dobradas em dois, dando-lhes uma aparência característica.
O nome vem da palavra kaban, um termo antigo usado no Leste da Polônia para um jovem porco macho para engorda com batatas especialmente para fazer este tipo de salsicha (daí kabanos - "feito de kaban"). A palavra kaban com um significado semelhante também está presente em outras línguas Eslavas, por exemplo, denota um javali em russo e ucraniano. Esta palavra para um javali é um empréstimo linguístico para línguas eslavas a partir das línguas turcomanas.

## Na atualidade
A produção de kabanosy requer um mínimo de 150 gramas de carne de porco de boa qualidade para fazer 100 gramas de salsicha, à razão mínima de 3 por 2. Isto ocorre em função da perda de parte da água contida pela carne em função do preparo da salsicha crua, que evapora durante o longo processo de defumação. Atualmente quase todo produtor polonês de kabanosy descreve no rótulo a razão de produção da salsicha; por exemplo, a fabricante Kania declara que "157 gramas de carne foram usados para fazer 100 gramas de kabanosy".

## Controvérsia teuto-polonesa
Após o ingresso polonês na União Europeia, a Polônia e a Alemanha enfrentaram uma disputa comercial por 10 anos sobre o nome kabanos (em função de um clamor alemão sobre a tradicional receita polonêsa). Em 2011, quando os fabricantes poloneses forneceram provas científicas da origem polonesa das kabanosy através de historiadores, a UE finalmente concedeu à Polônia o direito ao uso do nome, como especialidade tradicional garantia . Esse status não proíbe fabricantes de outros países de produzir e vender kabanos sob esse nome, mas exige que seja feita de acordo com "receitas tradicionais e específicas."